# Étranger au paradis (nouvelle)
Pour les articles homonymes, voir Étranger au paradis.
Étranger au paradis (titre original : Stranger in Paradise) est une nouvelle d'Isaac Asimov, parue d'abord en 1974. Elle figure parmi les nouvelles du recueil L'Homme bicentenaire paru en France en 1978, et dans le recueil Nous les robots présent dans l’omnibus Le Grand Livre des robots paru en France en 1990.

## Résumé
Dans un avenir proche, l’Humanité a colonisé Mars et la Lune, ainsi que les astéroïdes et satellites de Jupiter. Des voyages humains vers Titan sont à l’étude, et la prochaine planète-cible est Mercure. Dans ce cadre, les frères Anthony Smith et William Anti-Aut sont chargés de concevoir un robot pour explorer la planète, trop hostile aux humains.
Le robot doit être contrôlé à distance par un énorme cerveau électronique, mais leur mise au point pose de sérieux problèmes aux ingénieurs, tant dans la réalisation que dans la gestion du délai nécessaire pour qu’une information soit diffusée entre la Terre et Mercure.
Ce n'est que lorsque le robot pose enfin le pied sur Mercure que ces soucis disparaissent. L'ordinateur, ressentant les stimuli de cet environnement, y reconnaît son véritable habitat. Jusque-là, sur Terre, il était étranger au Paradis.